# Tmesisternus sepicanus
Tmesisternus sepicanus là một loài bọ cánh cứng trong họ Cerambycidae.